# Lance Armstrong
Pour les articles homonymes, voir Armstrong.
Lance Armstrong, né Lance Edward Gunderson le 18 septembre 1971 à Plano (Texas), est un coureur cycliste américain, champion du monde sur route en 1993. Surnommé « le boss », il est célèbre pour avoir remporté sept Tours de France consécutifs de 1999 à 2005 — ce qui constituait le record absolu dans cette épreuve — et pour se les être vu retirer en 2012 pour plusieurs infractions à la réglementation antidopage, révélées par l'Agence américaine antidopage (USADA).
À l'âge de 16 ans, Armstrong commence la compétition en tant que triathlète et devient champion national de triathlon en 1989 et 1990. En 1992, il devient coureur cycliste professionnel au sein de l'équipe Motorola. Il connaît des succès notables, notamment la huitième étape du Tour de France et le Championnat du monde en 1993, la Classique de Saint-Sébastien en 1995, la Flèche wallonne en 1996, le Tour DuPont en 1995 et 1996, et quelques victoires d'étapes en Europe, y compris une autre étape du Tour de France 1995.
En 1996, il lui est diagnostiqué un cancer métastatique testiculaire potentiellement mortel. Après son rétablissement, il fonde la Lance Armstrong Foundation, aussi appelée Livestrong Foundation, qui a pour but de lever des fonds au profit de la recherche contre le cancer et du soutien aux malades.
De retour au cyclisme en 1998, il est membre de l'équipe américaine US Postal/Discovery entre 1998 et 2005, période durant laquelle il remporte ses sept titres sur le Tour de France, ainsi qu'une médaille de bronze aux Jeux olympiques d'été de 2000. Armstrong se retire de la compétition à la fin du Tour de France 2005, mais fait son retour avec l'équipe d'Astana en janvier 2009, terminant troisième au Tour de France 2009. Entre 2010 et 2011, il court au sein du Team Radio Shack, qu'il a aidé à fonder. Il prend sa retraite pour la deuxième fois en 2011.
Armstrong fait l'objet d'allégations de dopage depuis sa victoire sur le Tour de France en 1999. En 2012, une enquête de l'USADA conclut qu'Armstrong a utilisé des substances dopantes améliorant la performance au cours de sa carrière et l'a désigné comme le meneur du « programme le plus perfectionné, le plus professionnel et le plus efficace que le sport ait jamais vu ». En conséquence, l'Union cycliste internationale (UCI) lui retire tous ses résultats obtenus à partir d'août 1998, y compris ses sept victoires sur le Tour de France. Il est également banni à vie de tous les sports qui suivent le Code mondial antidopage. L'UCI a validé les conclusions de l'USADA et décidé que ces sept victoires ne seraient pas attribuées à d'autres coureurs. Armstrong a choisi de ne pas faire appel devant le Tribunal arbitral du sport. En janvier 2013, Armstrong a avoué s'être dopé pendant sa carrière cycliste, notamment lors des Tours de France qu'il avait gagnés.

## Biographie

### Enfance et jeunesse
Lance Armstrong naît à Plano dans la région de Dallas au Texas. Sa mère Linda Mooneyham (épouse Gayle), secrétaire puis serveuse, tombe amoureuse à seize ans d'Eddie Charles Gunderson, livreur pour The Dallas Morning News et se marie un an plus tard lorsqu'elle apprend sa grossesse non prévue. Le couple choisit de prénommer leur enfant Lance en hommage à Lance Rentzel (en), footballeur américain vedette des Cowboys de Dallas. Son père quitte la famille alors que Lance a deux ans — ils ne se sont jamais rencontrés depuis — et a deux autres enfants d'une autre relation. Trois ans après la naissance de Lance, sa mère se marie avec Terry Keith Armstrong, vendeur, qui l'adopte en 1974 et lui donne son nom. Il emménage à Plano en 1980 alors qu'il a huit ans. Les relations entre Terry Armstrong, chrétien fervent, colérique et violent, et son beau-fils sont mauvaises. D'après ses dires, Lance est élevé par Terry sévèrement, « brutalement ». En réalité, Armstrong s'est forgé sa propre légende en se disant issu d'un milieu défavorisé, alors qu'il grandit dans ce foyer de la classe moyenne « où il est relativement gâté et où, dès son plus jeune âge, il se révèle égocentrique et arrogant ». Le sport lui permet très tôt de s'éloigner de Terry qui divorce finalement de Linda, alors qu'il a 15 ans. Dès lors, Armstrong nourrit sa rage de vaincre par son indignation envers ce père biologique qui l'a abandonné et ce père adoptif qui a trompé sa mère et laissé entendre que Linda et lui étaient un fardeau.
Armstrong commence le sport par la natation, à Plano. Il s'y rend à bicyclette et dit effectuer alors quotidiennement « dix kilomètres dans l'eau et trente à vélo. » Il dispute et gagne son premier triathlon vers l'âge de treize ans, avec son premier vélo de course, un Mercier acheté par sa mère. Ses résultats dans ce sport lui valent des primes qui lui permettent de gagner 20 000 dollars par an alors qu'il est encore adolescent. À cette époque, il obtient ses premiers succès sur des courses cyclistes locales, notamment des critériums. Les journalistes américains Reed Albergotti et Vanessa O'Connell affirment que pour participer à sa première course cycliste, Armstrong falsifie son acte de naissance pour atteindre l'âge légal nécessaire.
À 17 ans, il reçoit une invitation pour participer à un camp d'entraînement de six semaines de l'équipe nationale junior de cyclisme.
Comme l'administration scolaire de Plano lui refuse son diplôme sur la base de ces six semaines d'absence, il quitte cet établissement sans diplôme, mais l'obtient plus tard dans une école de Dallas. En raison du milieu conservateur de Plano, il déménage à Austin, qu'il considère aujourd'hui comme sa ville d'origine.

### 1992-1996: première carrière professionnelle
Après avoir notamment remporté le titre de champion des États-Unis amateurs, puis avoir terminé 14e de la course en ligne des Jeux olympiques, Lance Armstrong passe professionnel en août 1992 au sein de l'équipe américaine Motorola. Malgré son talent, sa réputation n'est pas très bonne : refusant les consignes d'équipe ou le statut d'équipier, il a également tendance à désobéir aux ordres de son directeur sportif.
Après une excellente seconde place au Grand Prix de Zurich — huitième manche de la Coupe du monde — fin août 1992, Lance Armstrong se révèle véritablement à l'occasion du Tour de France 1993. Porteur du maillot de champion des États-Unis, il remporte au sprint l'étape de Verdun. Il est ensuite distancé lors des étapes de montagne et dans les contre-la-montre. Il perd ainsi plus de 6 minutes sur Miguel Indurain lors de l'étape du lac de Madine. Quelques semaines plus tard à Oslo, en Norvège, il devient à 21 ans champion du monde de cyclisme sur route dans des conditions météorologiques difficiles et devant tous les favoris. Ce serait cette année-là qu'il se serait dopé pour la première fois.
En 1995, Lance Armstrong obtient sa deuxième victoire d'étape sur la Grande Boucle, à Limoges. Franchissant la ligne en solitaire, Lance Armstrong lève un doigt vers le ciel en hommage à son équipier Fabio Casartelli, victime d'une chute mortelle trois jours plus tôt dans la descente du col du Portet-d'Aspet. Il ne parvient toujours pas à franchir la haute-montagne avec les meilleurs malgré des progrès. Il termine 36e du Tour cette année-là.
Armstrong s'affirme comme un coureur de courses d'un jour (victoire sur la Classique de Saint-Sébastien en 1995, sur la Flèche wallonne en 1996) mais également de courses à étapes d'une semaine avec une 2e place à Paris-Nice en 1996 et des victoires au Tour DuPont en 1995 devant Ekimov et en 1996 devant Pascal Hervé. À la suite de ses performances dans cette course où il a dominé les grimpeurs dans les cols américains, Pascal Hervé mais aussi d'anciens coureurs tels que Cyrille Guimard et Eddy Merckx lui prédisent déjà un avenir doré dans le Tour de France s'il perd les quelques kilos superflus qu'il a conservés de son passé de triathlète. Fin 1996, alors qu'il annonce son transfert dans l'équipe Cofidis pour la saison suivante, Lance Armstrong est classé 9e mondial par le classement de l'UCI et à son meilleur niveau depuis le début de sa carrière.

### Rémission d'un cancer et retour à la compétition
En octobre 1996, un cancer des testicules lui est diagnostiqué, avec métastases au poumon, à l'abdomen et au cerveau. Il dira plus tard avoir constaté des signes avant-coureurs durant les mois précédents : le testicule droit légèrement enflé dès l'hiver précédent, fatigue et méforme inexpliquée en cours de saison. Il ne s'alarme pas, a « toujours une explication toute prête,. » Avec un pronostic de survie au mieux d'une chance sur deux, il subit une ablation d'un testicule dès le lendemain du diagnostic, puis commence une première chimiothérapie durant la semaine. Trois autres suivent jusqu'au mois de décembre. Il est également opéré au cerveau afin de retirer deux lésions cancéreuses.
Le 31 décembre, un nouveau contrat, négocié par son manager Bill Stapleton, est signé avec Cofidis. Armstrong dira n'avoir perçu que moins d'un tiers de la rémunération prévue par le premier contrat. Il reçoit cependant de Cofidis 4 437 118 francs sur les 6 millions initiaux.
Alors que son cancer est en rémission, Lance Armstrong reprend l'entraînement durant l'été 1997, poussé par Chris Carmichael, et manifeste son intention de reprendre la compétition. À partir du mois de septembre 1997, le contrat liant à Cofidis pour la saison 1998 est renégocié par Stapleton. L'équipe américaine US Postal lui fait cependant une proposition plus intéressante, à laquelle Cofidis ne surenchérit pas. Armstrong annonce le 17 octobre son retour à la compétition en 1998 avec US Postal. Il crée à ce moment-là sa fondation, Lance Armstrong Foundation.
À l'US Postal, il retrouve deux coureurs qui étaient ses coéquipiers chez Motorola : Frankie Andreu, qui l'avait suivi chez Cofidis, et George Hincapie. Il retrouve le peloton professionnel en février 1998, au Tour d'Andalousie. Début mars, il est au départ de Paris-Nice, première course importante du calendrier, disputée dans le froid. Il abandonne dès la deuxième étape, incapable de poursuivre la course. Il retourne aux États-Unis, où il s'entraîne pendant plusieurs semaines avec Chris Carmichael. Il y dispute quelques courses et après une septième place au championnat des États-Unis début juin, il revient en Europe avec de nouvelles ambitions. Il s'impose dès son retour au Tour de Luxembourg, deux semaines plus tard au Tour de Rhénanie-Palatinat, et en juillet à la Cascade Cycling Classic, aux États-Unis, pendant que ses coéquipiers disputent le Tour de France. Quatrième du Tour des Pays-Bas en août, il dispute le Tour d'Espagne, dont il prend la quatrième place. Il y rivalise avec les meilleurs en montagne et devient « un candidat sérieux aux plus grands tours. » En fin de saison, il est retenu en équipes des États-Unis pour les championnats du monde sur route à Fauquemont, aux Pays-Bas. Il prend les quatrièmes places du contre-la-montre et de la course en ligne.
Les résultats obtenus par Armstrong lui donnent rapidement un statut de leader et une autorité dans l'équipe. Insatisfait de son intendance et de la direction exercée par Johnny Weltz, il obtient le départ de ce dernier. Il le fait remplacer par Johan Bruyneel, encore coureur jusqu'à la fin de la saison 1998, qui le voit gagner le Tour de France.

### 1999-2005: sept victoires au Tour de France (retirées en 2012)
Son nouveau directeur sportif, Johan Bruyneel, le motive, change ses méthodes d'entraînement, améliore sa technique de pédalage[réf. nécessaire] et concentre son activité sur le Tour de France à partir de 1999 et sur les courses par étapes d'une semaine (classé premier de deux Dauphiné en 2002 et 2003, d'un Tour de Suisse en 2001 et du Midi Libre en 2002 — titres retirés en 2012). Armstrong délaisse les autres grands tours et les classiques, à l'exception de l'Amstel Gold Race (2e en 1999 puis en 2001, et 4e en 2002) et de la « doyenne des classiques » Liège-Bastogne-Liège qui a constitué pendant plusieurs années le deuxième objectif majeur de sa saison.

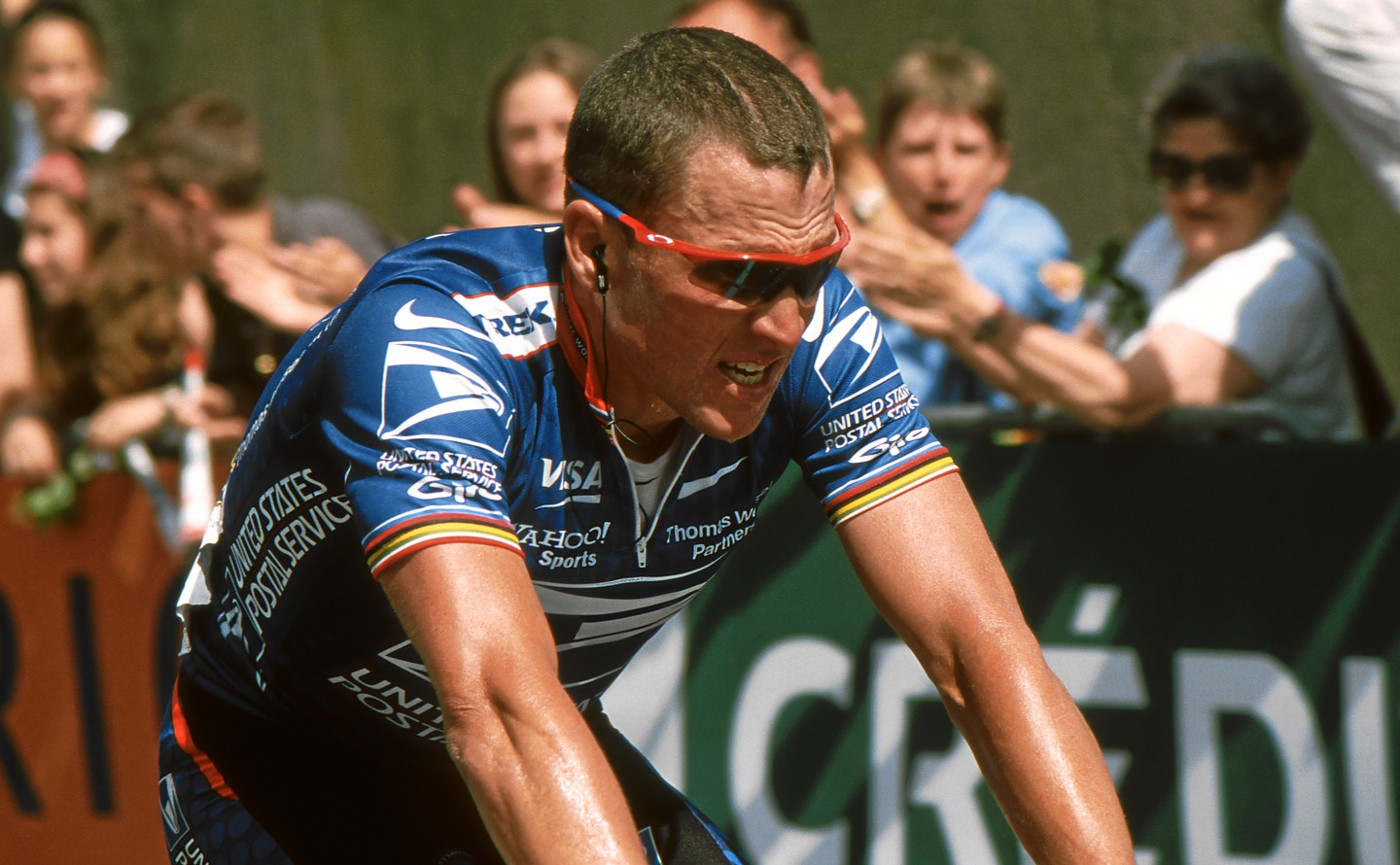
Armstrong au Grand Prix du Midi libre.

De 1999 à 2005, il arrive premier de sept Tours de France consécutifs, mais ses victoires lui sont retirées par l'UCI, le 22 octobre 2012 (voir plus bas le chapitre sur le dopage).

#### 1999
Armstrong obtient sa première victoire de l'année 1999 en avril au Circuit de la Sarthe, lors de l'étape contre-la-montre. Il a auparavant renoncé à participer à Liège-Bastogne-Liège et la Flèche wallonne, après être tombé lors de la Semaine catalane. Fin avril, il prend la deuxième place de l'Amstel Gold Race. Auteur de l'attaque décisive, il est battu au sprint par Michael Boogerd qui l'a accompagné sans prendre de relai. En juin, Lance Armstrong gagne le prologue du Critérium du Dauphiné libéré. Il perd la première place du classement général au profit d'Alexandre Vinokourov lors de la deuxième étape. Il joue ensuite un rôle d'équipier pour Jonathan Vaughters, qui prend la maillot jaune en gagnant le contre-la-montre du mont Ventoux. Vaughters finit deuxième au classement général, derrière Vinokourov ; Armstrong est huitième. Lors de la Route du Sud, dernière préparation avant le Tour de France, il gagne l'étape arrivant au plateau de Beille, devant Vaughters qui s'impose au classement général,.
À l'approche du Tour, Armstrong, qui a déclaré viser une victoire d'étape, est cité parmi les nombreux favoris,. Aucun ancien vainqueur n'est au départ et la course est considérée comme ouverte,. Armstrong n'a jamais bien figuré au classement général du Tour, mais s'est montré « à son avantage dans les courses préparatoires », tant en contre-la-montre qu'en montagne, et a une bonne équipe autour de lui,.
Armstrong gagne le prologue, et porte pour la première fois de sa carrière le maillot jaune, pendant deux jours, avant de le céder au sprinter Jaan Kirsipuu. À l'issue de la première semaine de course, il écrase ses concurrents lors d'un contre-la-montre de 56,5 km autour de Metz et reprend le maillot jaune. Il s'impose à nouveau lors de l'étape suivante, la première en montagne, à Sestrières. Il garde la première place après la traversée des Alpes et des Pyrénées. Il gagne le dernier contre-la-montre au Futuroscope. Il devance alors au classement général Alex Zülle et Fernando Escartín, et bat le record de vitesse moyenne de la course.
En fin d'année, Lance Armstrong est lauréat du Vélo d'or et du Mendrisio d'or. Il est élu sportif de l'année (en) par le Comité olympique des États-Unis, et personnalité sportive par l'agence Reuters.

#### 2000
En préparation pour le Tour de France, il participe notamment au Critérium du Dauphiné libéré. Alors qu'il termine deuxième du prologue derrière l'Espagnol Alberto López de Munain (Euskaltel-Euskadi), il remporte la troisième étape, un contre-la-montre individuel disputé entre les villes de Saint-Étienne et Saint-Chamond, devançant Haimar Zubeldia (Euskaltel-Euskadi) et son coéquipier Tyler Hamilton. À cette occasion, il s'empare du maillot jaune à barre bleue de leader du classement général.
Lors de la 1re étape (contre-la-montre) du Tour de France, Armstrong termine deuxième, deux secondes derrière David Millar mais 12 s devant Jan Ullrich. Ensuite, Lance Armstrong distance le grimpeur italien Marco Pantani sur son propre terrain et le Suisse Alex Zülle dans la première étape de montagne arrivant à Lourdes Hautacam. À 6 km de l'arrivée, Heras, Escartin, Beloki et quelques autres coureurs sont rattrapés et dépassés. À 3 km de l'arrivée, il rattrape José María Jiménez. Finalement, seul Javier Otxoa, échappé matinal termine devant l'Américain. Armstrong écrase le Tour et endosse le maillot jaune. À l'arrivée il distance Joseba Beloki de 3 min 35 s et Jan Ullrich de 4 min 01 s. Quelques jours plus tard, il rattrape Marco Pantani dans le Ventoux, les deux hommes ne se disputent pas le sprint à l'arrivée et le grimpeur italien franchit la ligne le premier. Armstrong a consolidé son maillot jaune mais il se trouve pour la première fois en difficulté dans le difficile col de Joux Plane, dans la dernière vraie étape de montagne, devancé par Virenque et Ullrich à l'arrivée en descente à Morzine mais il ne concède pas assez de temps pour être inquiété sur son maillot jaune. Armstrong remporte le contre-le-montre de Mulhouse 25 secondes devant Jan Ullrich. Il est finalement sacré à Paris pour la seconde fois. Il possède 6 min 02 s d'avance sur Jan Ullrich. L'Américain a porté en tout le maillot jaune 12 jours dans le Tour 2000.

#### 2001

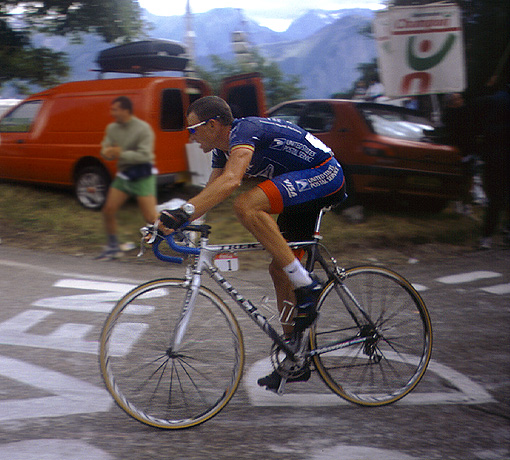
2001 : Armstrong rattrape une partie de son retard dans la montée de L'Alpe d'Huez

Il termine sa préparation pour le Tour de France lors du Tour de Suisse. Il commence l'épreuve en s'imposant lors du prologue à Europa-Park à Rust et porte le maillot de leader pendant deux jours. Il remporte également le second contre-la-montre de l'épreuve, un contre-la-montre en montagne arrivant à Crans-Montana. À cette occasion, il reprend le maillot jaune de leader qu'il conserve jusqu'au bout. Il s'impose au classement général en devançant les Italiens Gilberto Simoni et Wladimir Belli.
Lors de la 8e étape du Tour de France, une échappée fleuve de 14 coureurs se développe dans le Jura et met en position avancée des coureurs dangereux comme Andrei Kivilev. Le peloton et tous les favoris sont relégués à 35 minutes. Lance Armstrong rattrape une partie de son retard dans la montée de L'Alpe d'Huez où il lâche son principal rival Jan Ullrich à 13 km du sommet. Il dépasse finalement Laurent Roux qui était alors en tête de la course, étant parti en solitaire à 6 km du sommet. À l'arrivée de cette étape, il avait confié aux journalistes avoir joué un « coup de poker » en grimaçant et en se tenant à l'arrière du peloton dans le col du Glandon. Dans les Pyrénées, Lance Armstrong gagne une autre étape à Saint-Lary-Soulan encore une fois devant Jan Ullrich (à 1 min 00 s) et Beloki (à 1 min 46 s). Lance Armstrong gagne aussi le contre-la-montre Montluçon-Saint-Amand-Montrond. À Paris, il possède 6 min 44 s d'avance sur son dauphin Jan Ullrich. L'Américain porte en tout le maillot jaune 8 jours dans le Tour 2001. À nouveau vainqueur, Armstrong rejoint au palmarès le Belge Philippe Thys, le Français Louison Bobet et l'Américain Greg LeMond, triples vainqueurs de la Grande Boucle.

#### 2002
Lance Armstrong remporte le prologue du Tour de France 2002. Ensuite la course se dirige vers les Pyrénées. Lors de la première étape de montagne arrivant à La Mongie : son coéquipier Roberto Heras imprime le rythme dans l'ascension et seul Joseba Beloki parvient à suivre les deux hommes. Laurent Jalabert, parti en échappée, est dépassé à 3,5 km du but. Finalement, dans les derniers hectomètres, Lance Armstrong attaque et va chercher sa deuxième victoire dans ce Tour. Le lendemain, il gagne encore au Plateau de Beille 1 min 04 devant Roberto Heras et Joseba Beloki.
Quelques jours plus tard, Beloki l'attaque dans l'ascension du Ventoux avant le Chalet Reynard mais Armstrong le contre-attaque aussitôt et creuse l'écart sur tous ses rivaux même si l'étape est remportée par Richard Virenque, échappé bien avant le début du col. Lance Armstrong parachève sa victoire en remportant le dernier contre-la-montre de Mâcon. Finalement, il possède à Paris une avance de 7 min 17 sur Joseba Beloki, qui termine deuxième et il aura porté en tout le maillot jaune 11 jours dans le Tour 2002.
Il est choisi comme « athlète de l'année 2002 » par le magazine américain Sports Illustrated.

#### 2003
Lors de la quatrième étape du Tour de France, son équipe (US Postal) remporte le contre-la-montre par équipes. Puis, dans les Alpes, pour la première fois Lance Armstrong est attaqué à plusieurs reprises dans l'Alpe d'Huez. L’Américain résiste aux accélérations de Tyler Hamilton et Joseba Beloki, mais est contraint de laisser filer Iban Mayo qui gagnera l'étape, puis Alexandre Vinokourov. De plus, un épisode singulier se produit dans la descente du col de La Rochette sur la route de Gap : Joseba Beloki chute devant l'Américain et se fracture le fémur, le coude et le poignet, devant abandonner. Lance Armstrong s'engouffre dans le champ voisin, qu'il traverse avant de rejoindre la route un lacet plus bas. Alexandre Vinokourov, déjà offensif lors des précédentes étapes, remporte celle-ci et menace le coureur texan au classement général. Quelques jours plus tard, il est battu par Jan Ullrich dans le contre-la-montre de Gaillac-Cap Découverte. Il conserve néanmoins le maillot jaune pour 34 secondes.
Au pied des Pyrénées, Ullrich a toutes ses chances car les écarts sont minimes (15 s entre Armstrong et lui) puisqu'il a repris quelques secondes à l'Américain lors de l'ascension finale vers le Plateau de Bonascre au-dessus d'Ax-les-Thermes. Lors de l'étape suivante, Alexandre Vinokourov lance à nouveau une attaque dans le col de Peyresourde avec Iban Mayo et revient à 18 secondes au général, ce qui fait que trois hommes se tiennent en 18 secondes avant l'étape décisive de Luz-Ardiden, le suspense est alors à son comble.
Lors de l'étape de Luz-Ardiden, à près de 10,3 km de l'arrivée, Lance Armstrong, victime d'un accrochage avec un spectateur, chute, entraînant avec lui Iban Mayo. Jan Ullrich ralentit pour attendre l'Américain, qui repart. Ensuite, à 9 km du but, après s'être fait quelques frayeurs en déchaussant, Lance Armstrong passe à l'attaque. Finalement, le Texan gagne l'étape 40 s devant Jan Ullrich et Iban Mayo.
Lance Armstrong enlève ses dernières chances à Jan Ullrich dans le dernier contre-la-montre entre Pornic et Nantes. L'Allemand, qui espérait gagner l'étape malgré la pluie, ruine ses chances par une chute dans un rond-point. À Paris, l'écart entre Jan Ullrich et Armstrong n'est que de 1 min 01, ce qui reste l'écart le plus serré entre Lance Armstrong et le second d'un Tour de France. L'Américain porte en tout le maillot jaune 13 jours dans le Tour 2003. Avec ce cinquième titre, Armstrong rejoint les recordmen Jacques Anquetil, Eddy Merckx, Bernard Hinault et Miguel Indurain, également cinq fois vainqueurs de la Grande Boucle.

#### 2004

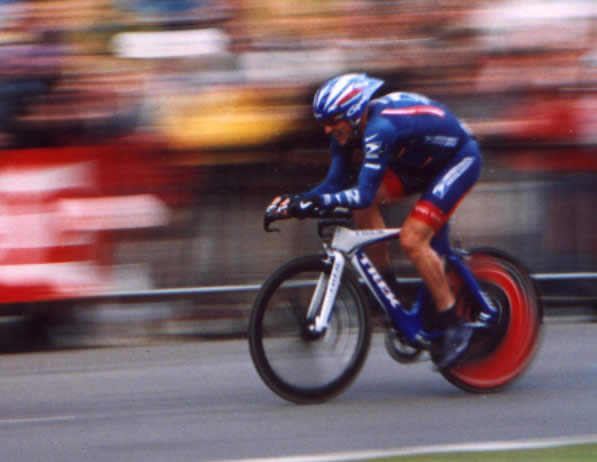
Lance Armstrong dans le prologue du Tour 2004

Lance Armstrong finit deuxième du prologue du Tour de France, à deux secondes derrière Fabian Cancellara, et renvoie Jan Ullrich à quinze secondes. Quatre jours plus tard, son équipe (US Postal) remporte le contre-la-montre par équipes ce qui permet au Texan d'enfiler le maillot jaune. Lors de l'ascension de la Mongie (12e étape), Armstrong et Ivan Basso se débarrassent des autres concurrents. L'Italien remporte l'étape. Le lendemain, l'Américain remporte l'étape ; c'est un coup dur pour Ullrich qui termine à 2 min 42 s, pour Iban Mayo, pour Tyler Hamilton (qui abandonne finalement) et pour les autres favoris. Trois jours plus tard, l'Américain enlève sa deuxième victoire d'étape individuelle de ce Tour malgré une belle offensive de Jan Ullrich. Le lendemain (16e étape), Lance Armstrong remporte le contre-la-montre de L'Alpe d'Huez. Il y domine Jan Ullrich (à 1 min 01 s), Andreas Klöden (à 1 min 41 s) et double même Ivan Basso (à 2 min 23 s) pourtant parti deux minutes avant lui. Lors de la 17e étape, il remporte encore une fois la victoire au Grand-Bornand où il rattrape sur la ligne Andreas Klöden parti à un kilomètre du but. Lance Armstrong enlève le dernier contre-la-montre à Besançon, 1 min 01 s devant Ullrich. À Paris, il possède 6 min 19 s d'avance sur Klöden, son dauphin et il a porté le maillot jaune durant sept jours et remporté cinq victoires ainsi que le contre-la-montre par équipes. L'Américain devient le recordman de victoires au Tour de France avec six succès consécutifs.

#### 2005

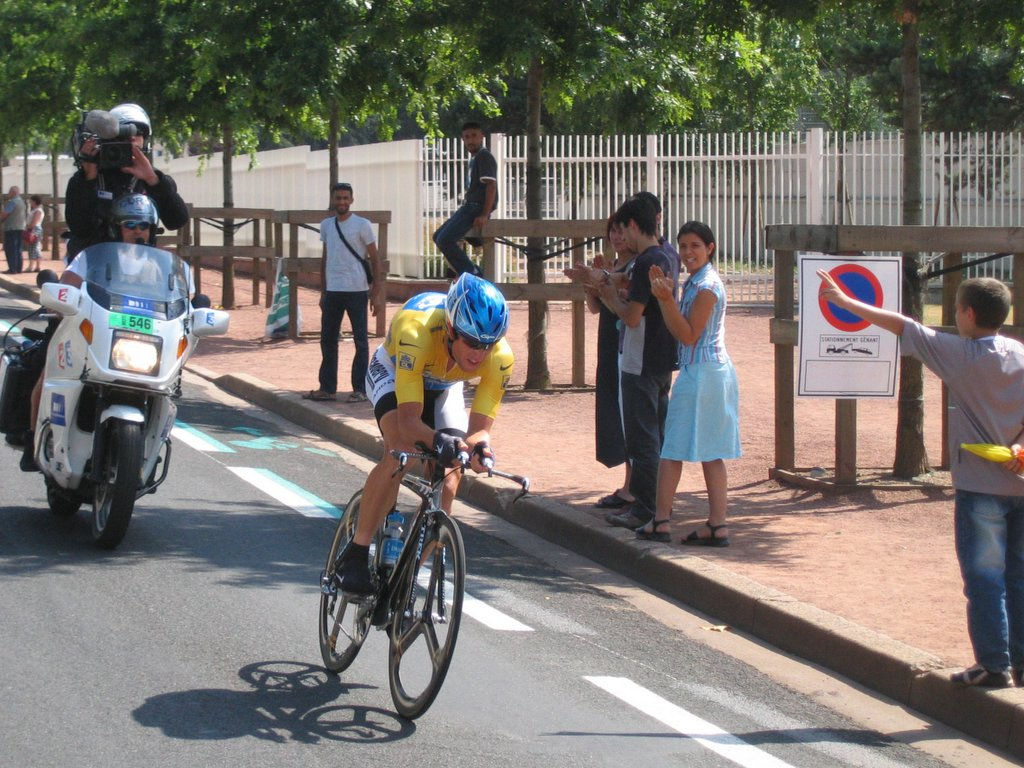
Contre-la-montre individuel de Saint-Étienne

Lors de la première étape du Tour de France (un contre-la-montre), Lance Armstrong relègue ses principaux concurrents à plus de 50 secondes mais il est battu par son ex-coéquipier à l'US Postal, le jeune David Zabriskie de l'équipe CSC. Jan Ullrich, son principal rival, blessé à l'entrainement la veille, est dépassé par l'Américain parti une minute après lui. Son équipe, Discovery Channel, remporte ensuite le contre-la-montre par équipes avec une avance de deux secondes sur la CSC d'Ivan Basso et Lance Armstrong s'empare du maillot jaune. À Courchevel, lors de la dixième étape, il imprime le rythme dans la montée finale et seuls quelques coureurs (Alejandro Valverde, Michael Rasmussen, Francisco Mancebo) parviennent à l'accompagner jusqu'au sommet. Ses principaux adversaires (Ivan Basso, Jan Ullrich, Alexandre Vinokourov) ne parviennent pas à le suivre et sont relégués à plusieurs minutes. Dans les étapes suivantes, Lance Armstrong est attaqué. Il termine second à Ax-3 domaines où seul Georg Totschnig, échappé matinal parvient à terminer devant lui. Il prend encore du temps à ses rivaux. Finalement, il remporte le contre-la-montre individuel de Saint-Étienne 23 secondes devant son rival Jan Ullrich. L'écart entre Basso et Armstrong à Paris est de 4 min 40 s. L'Américain porte en tout le maillot jaune 17 jours dans le Tour de France 2005. Ce Tour de France, le plus rapide de l'histoire, a été bouclé par Lance Armstrong à la vitesse moyenne de 41,654 km/h.
Dans son discours de victoire, et également de retraite sportive, après la dernière étape sur les Champs-Élysées, Lance Armstrong répondit à ses détracteurs : « Je voudrais adresser un message aux gens qui ne croient pas au cyclisme, aux cyniques, aux sceptiques. Je suis navré qu'ils ne croient pas au miracle, au rêve. Tant pis pour eux. »,. Il avoue en 2015 regretter cette prise de parole.
Alors qu'il est le seul vainqueur de sept éditions consécutives du Tour de France, Armstrong part à la retraite. Il est à cette époque l'unique cycliste parmi les grands champions (Eddy Merckx, Bernard Hinault, Jacques Anquetil, Miguel Indurain) à quitter la compétition sur une telle victoire ; en 2012, ses sept titres lui sont retirés par l'Union cycliste internationale.

### Après la carrière cycliste
Depuis son retrait des pelotons, Armstrong a participé à plusieurs marathons, celui de New York à deux reprises où il a établi en 2007 son record personnel de 2 h 46 min 43 s ainsi que celui de Boston. Une salle qui retrace sa carrière lui est consacrée depuis début mai 2008 au musée des sports de New York. Enfin, cette même année 2008, il a fait un discours sur le fléau du cancer aux États-Unis et les 500 000 personnes qui meurent chaque année à cause de la médiocrité de la prévention dans le pays, du manque d'argent et du peu d'intérêt de la classe politique américaine pour ce sujet.[réf. nécessaire]

### 2009-2011: le retour

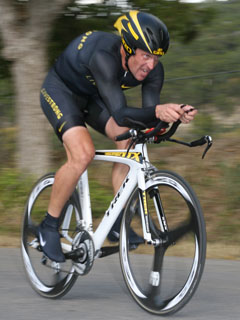
Lance Armstrong le 1 novembre 2008, durant une course au Texas.

Le 8 septembre 2008, le site internet du magazine Velonews se fait l'écho de rumeurs sur un probable retour en 2009 du coureur sous les couleurs de l'équipe Astana pour cinq courses : le Tour de Californie, Paris-Nice, le Tour de Géorgie, le Critérium du Dauphiné et le Tour de France. Démentie par Astana, l'information est cependant confirmée le lendemain par Lance Armstrong sur le site de sa fondation, avec pour objectif de gagner un huitième Tour de France et faire la promotion de sa fondation de lutte contre le cancer, mais sans préciser sa future équipe. Le coureur annonce officiellement son retour à la compétition le 24 septembre lors d'une conférence de presse. L'information selon laquelle il s'engagerait avec la formation Astana est cette fois confirmée par la fédération kazakhe.
Armstrong est accusé d'être avantagé par l'UCI. Normalement contraint par le règlement de l'UCI à respecter un délai de six mois avant de reprendre la compétition, Armstrong a été autorisé à participer au Tour Down Under en janvier 2009, soit quatre mois seulement après avoir officialisé son retour.
Armstrong a également annoncé sa participation, pour la première fois de sa carrière, au Tour d'Italie. Il effectue son retour à la compétition en Australie, sur le Tour Down Under, puis participe au Tour de Californie, qu'il termine à la septième place, et à Milan-San Remo, sa première course en Europe depuis son retour. Le 23 mars, Armstrong chute au cours de la 1re étape du Tour de Castille-et-León et se fracture la clavicule, l'écartant de la compétition pour près d'un mois. Il revient à la compétition et termine 2e du modeste Tour of the Gila à la fin du mois d'avril au sein de l'équipe Mellow Johnny's (magasin de VTT qu'il a lui-même fondé), en compagnie de ses coéquipiers Levi Leipheimer et Christopher Horner. Il participe ensuite au Tour d'Italie du centenaire où il connait un début difficile, arrivant à près de trois minutes de Menchov dans la cinquième étape menant à l'Alpe di Siusi. Mais il se porte de mieux en mieux au fil des étapes, aidant même son coéquipier Levi Leipheimer à limiter la casse lors de la seizième étape avec l'ascension du Monte Petrano. Il termine à la 12e place au classement final.
En juillet, Lance Armstrong revient sur le Tour de France. Au cours de la première étape disputée contre-la-montre, Armstrong termine dixième, son coéquipier et rival Alberto Contador terminant deuxième à 18 secondes de Fabian Cancellara, qui s'empare du maillot jaune. Lors de la troisième étape, Lance Armstrong parvient à s'insérer dans une bordure avec deux coéquipiers et rejoint l'arrivée dans ce groupe d'une trentaine de coureurs, distançant plusieurs favoris. Il accède ainsi à la troisième place du classement général et devance Contador. Le lendemain, l'équipe Astana remporte le contre-la-montre par équipes, mais Cancellara conserve le maillot jaune avec 22 centièmes d'avance sur Armstrong. Lors de la quinzième étape (la première dans les Alpes), Lance Armstrong est distancé par les favoris. Il reste néanmoins deuxième du classement général, derrière Contador, qui s'empare du maillot jaune. Lors de la seizième étape, Lance Armstrong est, dans le dernier col, un temps décroché par le groupe maillot jaune emmené par Andy Schleck, avant de combler, dans les derniers kilomètres de l'ascension, son retard d'une trentaine de secondes. Armstrong termine ainsi l'étape au sein de ce groupe maillot jaune, et conserve donc sa seconde place au classement général. Lors de la dix-septième étape, Lance Armstrong est distancé par les frères Schleck, Alberto Contador et Andreas Klöden dans le col de Romme. Dans la dernière ascension, celle du col de la Colombière, il reste dans la roue de Bradley Wiggins afin de le contrôler. Puis, lorsque le Britannique donne des signes de fatigue, à un kilomètre du sommet, il l'attaque, et rattrape Klöden dans la descente finale, en compagnie de Vincenzo Nibali (qui l'a rejoint). Il termine finalement cinquième de l'étape, et rétrograde à la quatrième place au classement général, dépassé par les frères Schleck. Lors de la dix-huitième étape, un contre-la-montre autour du Lac d'Annecy il termine 16e et ne reprend que quinze secondes à Andy Schleck et 1 min 4 s à Fränk Schleck, pourtant non-spécialistes de l'épreuve. Il repasse néanmoins 3e devant ce dernier. La dernière étape de montagne du Tour de France et son arrivée au Mont Ventoux est l'occasion pour Armstrong d'assurer un huitième podium à Paris. Au sommet, il termine à trois secondes seulement d'Andy Schleck et du maillot jaune Alberto Contador et devant Bradley Wiggins et Fränk Schleck. Ainsi, en fin de Tour, Lance Armstrong affiche une bonne forme qui lui permet de sauver sa 3e place acquise lors de la 18e étape (Annecy - Annecy).
Son début de saison 2010 est plus délicat et il peine à retrouver son meilleur niveau. Il annonce en juin 2010 que le Tour de France 2010 sera son dernier. Au cours du prologue disputé à Rotterdam (Pays-Bas), Armstrong termine quatrième, à 22 secondes du Suisse Fabian Cancellara, qui s'empare du maillot jaune, et 5 secondes devant son principal rival Alberto Contador. La troisième étape, qui emprunte un certain nombre de secteurs pavés, s'avère sélective pour le peloton. Armstrong, retardé notamment par une crevaison au passage du sixième secteur pavé d'Hornaing à Wandignies-Hamage, est rétrogradé à la 18e place, 50 secondes derrière Contador. Lors de la 8e étape, la première de haute montagne, Lance Armstrong est victime d'une chute peu avant le col de la Ramaz, l'antépénultième difficulté de la journée. Ramené par ses équipiers dans le peloton, il est ensuite décramponné du groupe des favoris après l'accélération de l'équipe Astana. À la dérive dans la montée finale vers Morzine, il termine à plus de onze minutes du vainqueur, Andy Schleck, et perd tout espoir de remporter un huitième Tour de France. Le lendemain, à Saint-Jean-de-Maurienne, il concède de nouveau 2 min 50 s à Alberto Contador et Andy Schleck. Une semaine plus tard, lors de la 14e étape, première journée dans les Pyrénées, il est de nouveau décroché dans la montée vers Ax 3 Domaines et finit à plus de 15 minutes du vainqueur Christophe Riblon. Le lendemain, à l'occasion de la 15e étape en direction de Bagnères de Luchon, il limite la casse dans la montée du Port de Balès où il termine 23e de l'étape en compagnie de coureurs comme Andreas Klöden et Roman Kreuziger. Lors de la 16e étape, il part en échappée avec son coéquipier Christopher Horner et passe la journée en tête de la course. Il est battu à Pau au sprint par Pierrick Fédrigo et reprend 6 min 45 s aux favoris. Après la seconde journée de repos, il termine la 17e étape à la 17e place au col du Tourmalet, concédant un peu plus de 4 minutes aux favoris.
Son dernier rendez-vous important a lieu à l'occasion du contre-la-montre entre Bordeaux et Pauillac sur 52 km où il termine à près de sept minutes du vainqueur Fabian Cancellara. Il conserve cependant sa 23e place au classement général.
Lors de la dernière étape, l'équipe RadioShack porte un maillot noir floqué du numéro 28 représentant les 28 millions de malades du cancer dans le monde. Obligés de retirer leurs maillots pour revêtir leurs maillots réglementaires, Armstrong et ses coéquipiers récidivent en portant ce maillot noir sur le podium des Champs-Élysées, où ils reçoivent le prix de la meilleure équipe du Tour de France 2010.
Il décide finalement de continuer pour une dernière saison en 2011. Il fait une dernière apparition dans le calendrier mondial lors du Tour Down Under qu'il termine à la 67e place. Le 16 février 2011, il met un terme à sa carrière sportive alors qu'il avait laissé entendre qu'il participerait à certaines courses aux États-Unis. Il souhaite également disputer de nouveaux des triathlons,.
Avec le recul, Lance Armstrong reconnait que ce retour fut une erreur et estime que la révélation du dopage n'aurait pas tourné au scandale s'il s'était abstenu. Plusieurs journalistes ainsi que le cycliste Christophe Bassons indiquent que le scandale fut précipité par son come-back, dont notamment le témoignage à charge de Floyd Landis, les commentateurs parlent d'une faute stratégique,.

### 2012: retour au triathlon professionnel
Le 12 février, Lance Armstrong a participé à son premier triathlon professionnel au Panama, où il a enchaîné 1,9 kilomètre de natation, 90 kilomètres à vélo puis 20 kilomètres à pied. À 40 ans, il a d’ailleurs fait une entrée très remarquée dans ce monde en terminant deuxième de la course, à 31 secondes du vainqueur, le Néo-Zélandais Bevan Docherty. Le 1er avril, il termine 7e de l'Half Ironman du Texas et 3e à Saint-Croix le 26 du même mois.
En parvenant à mieux gérer ses efforts, l’Américain gagne son premier bouquet depuis sa reconversion en triathlon le 20 mai 2012 en remportant l’Ironman 70.3 de Floride. Armstrong a bouclé le parcours en 3 h 45 min 38 s. Maxim Kriat a franchi la ligne d’arrivée en deuxième position avec plus de 11 minutes de retard. L’Espagnol Francesco Godoy s’est adjugé la dernière marche du podium à 14 minutes.
En juin 2012, Lance Armstrong remporte l'Ironman 70.3 d'Honu, un triathlon de moyenne distance sur l'île d'Hawaii. Armstrong a couvert les 1,9 km de natation, 90 km de course cycliste et le semi-marathon de 21 km en 3 h 50 min 58 s, soit un nouveau record de l'épreuve. Il a devancé le triathlète australien Greg Bennett (3 h 53 min 40 s) et son compatriote Chris Lieto (4 h 5 min 55 s).
L'objectif d'Armstrong est une qualification pour le championnat du monde d'Ironman (l'Ironman Hawaii). Son premier départ sur la distance Ironman devait être lors de l'Ironman France le 24 juin. Cependant, la suspension de l'USADA en juin et le potentiel bannissement à venir de l'AMA interdisaient à Armstrong de courir d'autres événements de la marque Ironman en raison des politiques antidopage de la World Triathlon Corporation.

### Révélations sur le Tour Down Under 2009
En mars 2019, il est annoncé que Lance Armstrong a reçu 1,5 million de dollars australiens (l'équivalent de 950 000 euros) du gouvernement de l'État d'Australie-Méridionale pour sa participation au Tour Down Under 2009, en plus de prendre en charge les coûts de vol et d'hébergement, entre autres dépenses. Il avait été convenu de garder cet accord secret. Le ministre des Finances, Rob Lucas, a déclaré que par le passé, il avait tenté de rendre public l'accord de l'ancien gouvernement. Cependant, une clause de secret de dix ans empêchait la divulgation des chiffres. Après la suspension pour dopage à vie en 2012, l'argent n'a pas été remboursé par Armstrong.
Aussi pour ses participations en 2010 et 2011, Armstrong a été rémunéré, sans que les chiffres ne soient rendus publics. Le ministre du Tourisme en place en 2019, Leon Bignell, a justifié cette dépense en déclarant qu'Armstrong était alors considéré comme « le plus grand cycliste au monde » et ses participations ont permis de hisser la course à un niveau supérieur,.

### Vie privée
Lance Armstrong a épousé Kristin Richards en 1998, dont il a eu trois enfants : Luke en 1999, et des jumelles, Isabelle et Grace, en 2001. Ils ont divorcé en 2003. De septembre 2005 à février 2006, il a été fiancé avec Sheryl Crow, avec qui il entretenait une relation depuis la fin de l'année 2004. En 2007, il a eu une brève liaison avec l'actrice et créatrice de mode américaine Ashley Olsen. En août 2022, il se marie dans le sud de la France avec sa compagne Anne Hansen, professeure de yoga.
Lance Armstrong propose à des amateurs de venir rouler avec lui aux Baléares (Espagne) en septembre 2020 contre la somme de 27 000 euros.
Le cycliste fut affublé de divers surnoms, basés sur ses performances : Le Boss, Big Tex et Robocop.

## Style et position dans le cyclisme

### Style et performances
Edward Coyle, superviseur du laboratoire sur les performances humaines de l'université du Texas, a effectué cinq séries de tests sur Lance Armstrong de 1992 à 1999. Il estime que la fréquence génétique d'avoir un seuil de tolérance à la fatigue équivalent à celui d'Armstrong est d'un millionième. Il évalue aussi qu'Armstrong génère quatre fois moins d'acide lactique que la moyenne des cyclistes d'élite. Michael Ashenden observe toutefois que les valeurs de Lance Armstrong sur lesquelles Coyle base son analyse, qu'il s'agisse de la VO2max ou du taux maximal d'acide lactique sanguin, sont semblables à celles d'un « cycliste professionnel lambda ». En outre, le niveau maximal d'acide lactique sanguin ne saurait déterminer le niveau de performance d'un athlète.
Dans un article scientifique datant de 2005 consacré aux performances de Lance Armstrong et intitulé « Efficacité musculaire accrue avec la maturation d’un champion du Tour de France », Edward Coyle estime que « ce champion personnifie à la fois un phénomène de sélection génétique naturelle et l’extrême auquel l’être humain peut s’adapter par un entraînement d’endurance effectué sur plus d’une décennie chez une personne vraiment inspirée ». Il explique les succès d'Armstrong par sa perte de poids et un gain de Watts dû à une meilleure efficacité musculaire, soit un rendement de puissance (Watts/kg) accru de 18 %. Après les aveux de dopage d'Armstrong, Coyle publie un nouvel article dans lequel il se défend d’avoir eu connaissance des pratiques illicites de son client et affirme que rien dans les résultats des tests ne permettait de détecter les effets du dopage ni d’affirmer que le dopage n’y soit pour rien dans les progrès. Sa publication a été vivement critiquée pour sa méthodologie et ses approximations, notamment par l'Université de Fribourg.
Chris Carmichael l'explique plutôt par son instinct de prédateur. Lance est connu pour faire des attaques très agressives en montée afin de supplanter ses adversaires. Quand il déclenche une attaque explosive, l'effet de surprise peut s'avérer dévastateur.
Sa cadence très élevée à 120 rotations par minute sur le plat le distingue aussi des autres compétiteurs. La différence est nette durant les montées. L'avantage de son style lui a permis de réagir rapidement aux attaques et d'amorcer des accélérations brusques que peu peuvent égaler.

### Comportement avec les détracteurs
Lance Armstrong a contribué à écarter Christophe Bassons du peloton, lui reprochant ses prises de position antidopage et ses propos sur plusieurs personnalités du cyclisme. Il déclara à propos de Bassons : « Ses accusations ne sont pas bonnes pour le cyclisme, pour son équipe, pour moi ni personne. S'il pense que le cyclisme fonctionne comme cela, il se trompe et c'est mieux qu'il reste chez lui ». Bassons, qui subit des reproches au sein même de sa propre équipe sur le Tour de France 1999, apprend au départ de l'étape du 14 juillet qu'un pacte de non-agression a été prévu entre les coureurs, et décide par provocation d'attaquer dès le lever de drapeau ; le peloton, Armstrong en tête, le rattrape, le prend par l'épaule et le réprimande sérieusement, finissant par l'insulter. Deux jours plus tard, Bassons est contraint à l'abandon.
Durant le Tour 2004, Armstrong a également privé d'échappée Filippo Simeoni pour avoir témoigné contre le docteur Michele Ferrari, organisateur du système de dopage d'US Postal. L'Italien évoque cette intimidation en 2012 en témoignant dans le cadre d'une enquête de l'Agence antidopage Américaine contre Armstrong. Le Texan aurait également empêché l'invitation de Simeoni alors champion d'Italie sur le Giro 2008. Dans une interview accordée aux journalistes George Quirino et Mohamed Bouhafsi après son témoignage à l'USADA, Simeoni dépeint Lance Armstrong comme un tyran « brutal [qui] a essayé de le détruire […] [et] commandait le cyclisme mondial ». Quelques années plus tard, Armstrong se déplace jusqu'à Rome pour rencontrer Simeoni et s'excuser. Ce dernier a accepté ses excuses, a même déclaré que l'Américain « méritait une seconde chance » et qu'il « aurait probablement gagné [les 7 Tours de France] sans dopage ».
Lance Armstrong a toutefois de bonnes relations avec George Hincapie, qui a témoigné contre lui.
Stephanie McIlvain a fait part de pressions professionnelles exercées sur son mari Pat, vice-président du service marketing d'Oakley, marque de lunettes américaine le sponsorisant et dont elle était la représentante.
Les médias sont également la cible de Lance Armstrong, surtout le journal Le Monde.
En 2010, Lance Armstrong salue publiquement et en français, sur Twitter, le départ de Pierre Bordry (président de l'Agence française de lutte contre le dopage) d'un ironique « Au revoir, Pierre ». Plusieurs journaux indiquent alors que l'américain se serait vanté dans le peloton, d'avoir demandé la tête de Bordry auprès du président de la république Nicolas Sarkozy,. Accusation qui sera d'ailleurs reprise en 2013, devant la commission d’enquête du Sénat sur la lutte contre le dopage 

## Affaires de dopage
Les accusations de dopage contre Lance Armstrong (en) ont été étayées par le premier ouvrage de Pierre Ballester et David Walsh, L. A. Confidentiel, publié peu avant le Tour 2004.
Lance Armstrong fut probablement testé 200 fois au cours de sa carrière, bien que lui-même et ses avocats clamaient le double ou le triple. Selon Michel Rieu, conseiller scientifique de l'Agence française de lutte contre le dopage, ainsi que le rapport de l'USADA, un « protocole Armstrong » permettait d'éviter qu'un contrôle antidopage inopiné soit positif : faisant patienter le médecin contrôleur, ou usant de stratégies d'esquives, il faisait remplacer son urine par de l'urine artificielle et diluer son sang par perfusion de sérum physiologique. Le docteur Ferrari était fortement impliqué et élabora plusieurs techniques pour permettre le dopage à l'EPO tout en frôlant les limites autorisées par l'UCI.

### Des contrôles positifs sur le Tour de France 1999

#### Aux corticoïdes
Armstrong est contrôlé positif aux corticoïdes le 4 juillet 1999, à l'issue de la première étape du Tour de France. Ce résultat est révélé par la presse lors de la journée de repos du Tour le 19 juillet. Le 22 juillet, l'Union cycliste internationale annonce qu'Armstrong bénéficie d'une ordonnance médicale pour l'utilisation de Cémalyt afin de soigner une allergie dermatologique (douleurs à la selle). Cela entre cependant en contradiction avec les propos de Lance Armstrong, affirmant précédemment qu'il n'avait pas utilisé de corticoïdes et qu'il ne disposait pas de certificat médical lui permettant d'en utiliser. De plus, le procès-verbal du contrôle antidopage indique « vide » dans la colonne « médicaments pris ». En outre, si Armstrong avait utilisé de la Cémalyt sur le Tour, son équipe aurait dû en faire une demande d'autorisation d'importation auprès de l'Agence française de sécurité sanitaire des aliments. Cela n'a pas été le cas d'après celle-ci. Ces éléments tendent à indiquer qu'un certificat médical antidaté a été fourni a posteriori. Cette version est confirmée par Emma O'Reilly, soigneuse d'Armstrong au sein de l'équipe US Postal. Armstrong lui a alors dit avoir « pris un corticoïde avant ou pendant la Route du Sud, le mois précédent ». L'encadrement de l'équipe, informé du contrôle positif, a fait appel au médecin de l'équipe Luis del Moral afin qu'il établisse une ordonnance. Parlant de cette affaire, Armstrong aurait confié à O'Reilly : « maintenant Emma, tu en sais assez pour me faire tomber ».

#### À l'EPO
Le 23 août 2005, le journal sportif français L'Équipe titre « Le mensonge Armstrong » et publie les résultats d'une enquête du journaliste Damien Ressiot, mettant en évidence l'utilisation d'EPO par Lance Armstrong lors du Tour de France 1999. Pour arriver à cette conclusion, le journaliste recoupe deux sources d'information. Il obtient les numéros d'enregistrement d'échantillons urinaires du Tour 1999 positifs à l'EPO. Ces échantillons, anonymes, ont été analysés par le laboratoire national de dépistage du dopage de Châtenay-Malabry afin d'améliorer le test urinaire de détection de l'EPO. Damien Ressiot se procure ensuite les procès-verbaux des contrôles antidopage subis durant le Tour de France par Lance Armstrong. Il reçoit pour cela l'autorisation de leur détenteur, l'UCI, et d'Armstrong. Grâce à la protection des sources d'information des journalistes, il a été mis sur la piste par une source discrète et pu recouper les deux séries de données sans éveiller de soupçons, s'étant procuré la première avant la seconde.
La correspondance des numéros d'enregistrement montre que six des échantillons d'urine positifs appartiennent à Lance Armstrong. Le lauréat du Tour est ainsi positif à l'EPO lors du prologue, de la première étape, des deux étapes alpestres, et des douzième et quatorzième étapes, dite « de transition » avant les Pyrénées. Ces résultats correspondent à une pratique ayant alors cours dans le peloton : trois cures d'EPO lors de six étapes clés du Tour,. À la suite des révélations de L'Équipe, Armstrong a attaqué le journal en diffamation, puis s'est désisté pour éviter la confrontation publique.
Lance Armstrong nie avoir eu recours à l'EPO. Il a également dénoncé l'impossibilité de se défendre. Lors d'une analyse antidopage, un premier échantillon, dit « A », est ouvert. S'il est positif, l'athlète peut demander l'analyse d'un échantillon « B ». Or, l'échantillon « A » ayant été analysé en 1999, c'est l'échantillon « B » qui a été utilisé par le laboratoire pour ses tests. Il ne reste donc pas d'autre échantillon pour effectuer une contre-expertise et un nouveau test sur l'échantillon « A » ne peut être obligatoire du fait qu'il n'est plus scellé lors de sa conservation.
Toutefois, en 2008, lorsqu'Armstrong a annoncé son retour à la compétition, le président de l'Agence française de lutte contre le dopage Pierre Bordry a proposé à Lance Armstrong de procéder à une nouvelle analyse des mêmes échantillons, afin de « couper court aux rumeurs qui le concernent si elles sont infondées ». Armstrong a décliné cette proposition, estimant que les échantillons « n'ont pas été conservés correctement ». Outre Armstrong, la Commission des athlètes du CIO et l'Association des fédérations internationales des sports olympiques d'été ont soulevé le non-respect des protocoles antidopage pour demander, en vain, des sanctions contre le laboratoire de Châtenay-Malabry.
Le professeur Jacques de Ceaurriz, directeur du laboratoire de Châtenay-Malabry, ainsi que le professeur Michael Ashenden, spécialiste reconnu du dopage sanguin, ont repoussé toute éventualité de dégradation ou de manipulation frauduleuse des échantillons qui auraient pu donner ce résultat. Ils ont notamment avancé l'anonymat des échantillons et la méconnaissance de la date de leur prélèvement par le laboratoire, rendant impossible la réplique exacte de pratiques de dopage telles celles que les contrôles positifs ont mises en évidence. En outre, si un échantillon est mal conservé, des traces d'EPO peuvent disparaître, mais pas apparaître,.
Pressée par l'Agence mondiale antidopage (AMA) d'ouvrir une enquête, l'UCI se montre dans un premier temps réticente. Elle avance essentiellement des arguments de forme, notamment le non-respect des protocoles antidopage. Au mois d'octobre, l'UCI accède finalement à la demande de l'AMA et confie la conduite d'une enquête à l'avocat néerlandais Emile Vrijman, ancien codirecteur du centre néerlandais pour les affaires de dopage (NeCeDo) et ami du président du l'UCI Hein Verbruggen. Le rapport Vrijman, rendu au printemps 2006, exclut toute sanction disciplinaire à l'encontre de Lance Armstrong et se montre sévère à l'égard de l'AMA et du laboratoire. Il pointe essentiellement les manquements au protocole antidopage, que le laboratoire n'était pourtant pas supposé suivre dans le cadre de tests à des fins de recherche, et les fuites ayant permis de divulguer les résultats des tests et l'identité des coureurs. Ce rapport est dénoncé par l'AMA et « frôle le grotesque » d'après son président Dick Pound. L'AMA récuse l'impartialité de Vrijman et soulève le fait que le rapport n'aborde pas l'autorisation donnée par Armstrong et l'UCI de consulter les procès-verbaux.

### Des témoignages sur les pratiques de dopage
Plusieurs personnes ayant fait partie de l'entourage de Lance Armstrong ont témoigné de pratiques de dopage ou d'aveux de sa part. La plupart ont été recueillis et publiés par les journalistes Pierre Ballester et David Walsh dans leurs trois ouvrages sur Armstrong (L.A. Confidentiel, L.A. Officiel, Le Sale Tour), respectivement publiés en 2004, 2006 et 2009. Certains ont été confirmés ou précisés sous serment lors de la procédure d'arbitrage entre la société d'assurance SCA Promotions et Tailwind Sports.
L'un de ces témoignages porte sur la première partie de la carrière d'Armstrong, au sein de l'équipe Motorola. Le coureur Stephen Swart arrive dans cette équipe en 1994. Il décrit ses coureurs à la peine en compétition, n'obtenant pas les résultats espérés et attribuant l'écart entre d'autres équipes et la leur à la généralisation progressive de la consommation d'EPO. Le directeur sportif Jim Ochowicz et le médecin Massimo Testa refusent d'entendre parler de dopage. Au début de l'année 1995, les coureurs se résolvent à entamer un programme de dopage pour ceux d'entre eux qui participent au Tour de France, estimant que c'est le seul moyen d'obtenir des résultats. D'après Swart, la décision est prise par lui-même, Lance Armstrong et Frankie Andreu. Ce dernier a confirmé le constat de déclassement de l'équipe Motorola par rapport aux autres, mais ne se souvient pas de cette prise de décision.
Selon plusieurs témoins, Lance Armstrong aurait avoué avoir fait usage de produits dopants. Cet aveu aurait été formulé le 28 octobre 1996 à l'hôpital universitaire de l'Indiana devant un médecin et six proches du coureur : Frankie Andreu et sa compagne Betsy, Chris Carmichael et sa compagne Paige, la petite amie d'Armstrong Lisa Shiels, et Stephanie McIlvain, représentante de l'équipementier Oakley et devenue une amie d'Armstrong. Lors de la procédure d'arbitrage ayant opposé la société SCA Promotions à la société Tailwind Sports et Lance Armstrong, deux des témoins, Frankie et Betsy Andreu, ont confirmé sous serment ces aveux et précisé qu'Armstrong avait déclaré avoir consommé de l'EPO, de l'hormone de croissance, de la cortisone et de la testostérone. Lisa Shiels, Paige et Chris Carmichael n'ont pas témoigné lors du procès. Stephanie McIlvain a en revanche confirmé l'existence de cette conversation et la présence des mêmes proches d'Armstrong, mais a nié avoir été témoin d'une évocation du dopage par ce dernier. Greg LeMond dispose cependant d'un enregistrement d'une conversation téléphonique antérieure au procès au cours de laquelle Stephanie McIlvain affirme le contraire. Le photoreporter James Startt et Betsy Andreu ont rapporté des propos de la même teneur. Betsy Andreu a par ailleurs relaté deux conversations téléphoniques au cours desquelles Stephanie McIlvain a fait part de pressions professionnelles exercées sur son mari, vice-président du service marketing d'Oakley. Lance Armstrong a nié avoir formulé de tels aveux, ainsi que la présence d'un médecin ce jour-là. Ce dernier démenti entre cependant en contradiction avec la version de son avocat qui a évoqué la probabilité de l'évocation par le médecin de l'EPO et des stéroïdes dans le cadre du traitement suivi par Armstrong contre son cancer.
Emma O'Reilly, ancienne masseuse de Lance Armstrong employée par l'équipe US Postal de 1996 à 2000, a décrit l'adoption progressive d'un programme de dopage au sein de l'équipe US Postal et plusieurs scènes dont elle a été témoin ou actrice, dont l'épisode du Tour de France 1999, mentionné précédemment. Elle relate ainsi le déroulement du Tour du Luxembourg 1998, en l'absence du personnel médical de l'équipe et de personnel participant au programme de dopage : « Lance Armstrong et Freddie [Viaene, soigneur de l'équipe] s'impatientaient et je me sentais mal à l'aise. Je savais qu'on avait des trucs dans le camion. Alors je l'ai ouvert et je leur ai dit : « Allez-y les gars, servez-vous vous-même. » Ils se sont jetés dessus ». À trois reprises, elle a été impliquée dans le transport de produits : de la testostérone pour George Hincapie au printemps 1998,, des seringues vides à jeter confiées par Lance Armstrong en août 1998, et des comprimés pour Lance Armstrong transmis discrètement par Johan Bruyneel en mai 1999.
Mike Anderson a été salarié de Lance Armstrong de novembre 2002 à novembre 2004. Il était chargé de suivre Armstrong en voiture lors de ses entraînements, et de diverses tâches quotidiennes. Il affirme avoir trouvé en 2004 dans la salle de bains de Lance Armstrong une boîte de pilules qu'il a identifiées comme étant un stéroïde interdit en consultant le site internet de l'Agence mondiale antidopage. Il estime que cette découverte a été la première cause de la dégradation de sa relation avec Armstrong. Plus tard, Anderson demande à Armstrong son opinion sur l'affaire de dopage à laquelle est alors mêlé Johan Museeuw. Armstrong lui répond : « tout le monde le fait ». Enfin, d'après Anderson, au printemps 2004, Armstrong se serait absenté de son domicile sans en informer personne alors que des contrôleurs de l'agence antidopage américaine venaient lui faire subir un contrôle antidopage.
Le 20 mai 2010, son ex-coéquipier chez US Postal, Floyd Landis, dont la suspension de deux ans est terminée, affirme que Lance Armstrong, qui était alors son leader, l'a aidé à comprendre l'usage des produits dopants : « Lance et moi avons eu de longues discussions pendant nos sorties d'entraînement pendant lesquelles il m'expliquait aussi l'évolution des tests contre l'EPO qui rendait du coup nécessaire les transfusions ». Lance Armstrong dément le jour-même ces allégations, et bloque le retour de Landis prévu au départ chez RadioShack.
En mai 2011, Tyler Hamilton déclare au cours d'une émission télévisée diffusée par CBS avoir vu Lance Armstrong se doper à l'EPO au cours du Tour de France 1999. Dans son ouvrage publié en 2012 In The Secret Race: Inside the Hidden World of the Tour de France: Doping, Cover-ups and Winning at All Costs (Dans les coulisses de la course : au sein du monde caché du Tour de France : dopage, dissimulations et gagner à tout prix), il témoigne sur le système de dopage organisé autour d'Armstrong, notamment en EPO.

### Des soupçons sur les équipes de Lance Armstrong et son entourage
Lors du Tour de France 2000, France 2 diffuse un reportage dans lequel on voit du personnel de l'US Postal jeter dans une poubelle des seringues et des boîtes de médicaments (Actovegin), ce qui ne constitue néanmoins pas une preuve de dopage puisque le contenu ne peut être assimilé au mode d'assimilation et l'Actovegin ne figurait pas à l'époque sur la liste des produits interdits par l'UCI.
En 2001, Armstrong précise consulter depuis 1995 le docteur Michele Ferrari, condamné depuis pour fraude sportive et exercice abusif de la profession de pharmacien, mais sans que cette condamnation soit en rapport avec la relation des deux hommes. Le jugement concernant Ferrari repose principalement sur les affirmations du coureur cycliste Filippo Simeoni, affirmations qui ont été, ainsi qu'il est écrit par le juge dans les attendus du jugement, « confortées par une série d'éléments recueillis (…) au cours du procès ». Michele Ferrari a cependant obtenu un non-lieu en appel pour prescription des faits. Armstrong avait dans un premier temps officiellement rompu toute relation avec le médecin italien qui était cependant parmi ses invités lors de la fête célébrant sa sixième victoire dans le Tour de France en juillet 2004.
Selon Michel Rieu, conseiller scientifique de l'AFLD, l'équipe de l'US Postal « faisait des cures d'EPO dans des lieux inaccessibles » et associait à l'autotransfusion sanguine des microdoses d'EPO indétectables afin de prolonger les effets de la substance.

### Suspension à vie et retrait de palmarès en 2012
En mai 2010, Floyd Landis avoue s'être dopé durant sa carrière et accuse Lance Armstrong. La Food and Drug Administration (FDA) américaine ouvre une enquête et la confie à Jeff Novitzky, connu pour avoir fait tomber la sprinteuse Marion Jones dans l'affaire Balco. Il recueille des témoignages d'anciens équipiers, et les autorités françaises et italiennes collaborent. Mais l'enquête fédérale est abandonnée en février 2012, sans explication claire. L'agent de la FDA qui a mené cette enquête, Jeff Novitzky, passe en sous-main son dossier à l'Agence américaine antidopage (USADA), dirigée par Travis Tygart, qui décide de poursuivre sa propre enquête,.
Le 13 juin 2012, l'USADA ouvre une procédure contre Lance Armstrong et lui adresse une lettre, ainsi qu'à cinq de ses proches dont son ancien directeur sportif Johan Bruyneel et son préparateur Michele Ferrari. Elle affirme disposer de témoignages d'anciens coéquipiers d'Armstrong attestant qu'il « avait eu recours au dopage à l'EPO, aux transfusions sanguines, à la testostérone, et à la cortisone d'une période allant d'avant 1998 jusqu'à 2005, et qu'il avait auparavant utilisé de l'EPO, de la testostérone et de l'hormone de croissance en 1996 ». Des échantillons sanguins prélevés en 2009 et 2010 sont, selon l'USADA, « parfaitement compatibles avec des manipulations sanguines incluant l'usage d'EPO et/ou de transfusions sanguines ». L'ouverture de cette procédure entraîne pour Armstrong une interdiction immédiate de participer à des triathlons organisés par la World Triathlon Corporation (WTC) et notamment l'Ironman de Nice le 24 juin 2012. En effet, contrairement à la plupart des organismes sportifs, le règlement de la WTC dispose qu'un athlète ne peut pas prendre la ligne de départ si une procédure est engagée contre lui avant même le résultat de cette procédure.
Le 23 août 2012, après que la cour de district fédérale d'Austin rejette sa contestation de l'enquête antidopage, Lance Armstrong annonce « par lassitude » ne pas s'opposer aux conclusions de l'USADA, ce qui épuise ses possibles recours. Il se dit victime d'une chasse aux sorcières et clame encore son innocence. Le lendemain, l'USADA propose à l'UCI de suspendre Lance Armstrong à vie et de lui retirer tous les résultats obtenus depuis le 1er août 1998. Dans son communiqué, l'agence dit se fonder sur les révélations de plus d'une douzaine de personnes ayant soit été témoins directs des activités de dopage de Lance Armstrong, soit ayant recueilli les confidences de ce dernier à ce sujet. Certains d'entre eux ont apporté des éléments prouvant qu'Armstrong leur a fourni, les a encouragés à utiliser et leur a administré des substances et méthodes interdites, dont de l'EPO, des transfusions sanguines, de la testostérone et de la cortisone entre 1999 et 2005. En outre, l'analyse d'échantillons a démontré l'usage par Lance Armstrong de méthodes de dopage sanguin (EPO, transfusion), lors de son retour à la compétition en 2009. L'USADA décide par conséquent de sanctionner Lance Armstrong pour les violations du code antidopage suivantes : usage de substances et méthodes interdites, possession de substances et méthodes interdites, trafic, administration ou tentative d'administration à d'autres sportifs et assistance, incitation, contribution, dissimulation ou toute autre forme de complicité impliquant la violation d'une règle antidopage.
Le dossier de l'USADA est transmis le 10 octobre 2012 à l'UCI qui avait critiqué le retard de transmission. Le rapport de plus de 1 000 pages contient des témoignages de 26 personnes dont 15 coureurs parmi lesquels 11 anciens coéquipiers d'Armstrong : Frankie Andreu, Michael Barry, Tom Danielson, Tyler Hamilton, George Hincapie, Floyd Landis, Levi Leipheimer, Stephen Swart, Christian Vande Velde, Jonathan Vaughters et David Zabriskie. Six de ces coureurs - Leipheimer, Vande Velde, Zabriskie, Danielson, Hincapie et Barry - sont suspendus par l'USADA, avec effet rétroactif pour le mois de septembre, et leur palmarès est partiellement annulé par l'USADA, qui loue en même temps leur attitude « courageuse ».
Reconnu coupable de dopage, Lance Armstrong est sanctionné le 22 octobre 2012 par l'Union cycliste internationale (UCI), qui retire les sept Tours de France de son palmarès, et le radie à vie. Contrairement à la pratique de réattribuer ses victoires à ses dauphins, il fut décidé de laisser le palmarès vierge, étant donné que les potentiels vainqueurs sont aussi impliqués dans des affaires de dopage.

### Aveux
L'interview-vérité d'Armstrong fait partie d'un plan de relation médiatique élaboré depuis 2010 par Mark D. Fabiani (en), fameux consultant politique et spécialiste en communication de crise. Il avoue lors d'une interview télévisée avec Oprah Winfrey diffusée le 17 janvier 2013 avoir eu recours pour toutes ses victoires au tour de France, à des pratiques dopantes comme l'usage d'EPO, de cortisone, de testostérone, d'hormone de croissance ainsi que la transfusion sanguine. Connu pour asséner des attaques virulentes contre ceux qui l’ont accusé de dopage devant les médias ou devant la Justice, il nie néanmoins avoir forcé ses coéquipiers à se doper. « Oui, j'étais un tyran », concède Armstrong, qui reconnaît avoir fait pression sur ses coéquipiers pour gagner, mais il jure qu'il n'a jamais menacé de virer un coureur qui refusait de se doper ni menacé son épouse, comme certains l’affirment. Pendant cette interview, Armstrong présente ses excuses à son ex-masseuse : « c'est l'une des personnes sur qui j'ai fait pression », dit Armstrong à propos de sa masseuse Emma O'Reilly, qui a témoigné dans plusieurs livres et que le coureur a traîné en justice. « Vous poursuivez en justice des gens qui disent la vérité ? », demande Oprah, le coureur répond « c'était un mécanisme de défense, pour essayer de tout contrôler ». Interrogé sur les dons d’argent qu’il a consenti à l’UCI, il déclare : « C'est impossible pour moi de répondre et d'être crédible aujourd’hui, mais il n'y avait pas de deal (pour faire disparaître des tests positifs). Ils n'avaient pas beaucoup d'argent. J'étais retraité et j'avais de l'argent. Ils m'ont demandé une donation. J'ai dit oui ». Lance Armstrong a levé le voile sur certaines de ses pratiques, mais n'a incriminé clairement personne d'autre. Il s’agissait selon lui d’une « culture » répandue au sein du cyclisme. Il qualifie ses pratiques de dopage de « clairement professionnelle et intelligente, mais en aucun cas à l’échelle de ce qui se passait en Allemagne de l’Est », en évoquant le dopage d'État de la RDA.

### Répercussions
Après avoir démissionné de son poste de directeur de la Livestrong Foundation le 17 octobre 2012, Armstrong se retire du conseil d'administration et annonce qu'il coupe tout contact avec l'organisation le 12 novembre. Le nom de la fondation est amputé du nom « Armstrong » et prend le nom de « Livestrong Foundation »,.
Dans la foulée, Armstrong perd de nombreux sponsors. Le 17 octobre, une cascade de compagnies se dissocient de lui le même jour : Nike, RadioShack, Trek, Anheuser-Busch, Giro (casques de vélo), FRS Healthy Performance (suppléments alimentaires), Honey Stinger (suppléments alimentaires) et 24 Hour Fitness (chaîne de gymnases). Le 19 octobre, c'est au tour de l'entreprise de pièces de vélos SRAM de couper les ponts. La compagnie de lunettes Oakley se désiste elle aussi le 22 octobre. L'USADA menace également de sanctions des organisateurs d'une compétition de VTT, simplement à cause de leur sponsor Mellow Johnny's, fondé par Armstrong.
La Fédération française de cyclisme et les organisateurs du Tour de France demandent le remboursement des 2,9 millions d'euros versés sous forme de primes au coureur américain au cours des années, citant le règlement 1.2.073, soit : « si un coureur ou une équipe perd la place qui lui a valu un prix, le prix doit être restitué dans le mois suivant à l'organisateur, qui procédera à sa redistribution ». La société d'assurances Texane SCA Promotions, qui avait déboursé plusieurs millions de dollars à la suite des victoires d'Armstrong sur le Tour, a mentionné vouloir récupérer la mise. Un avocat les représentant déclare : « M. Armstrong n'est plus le vainqueur officiel du moindre Tour de France et il est en conséquence inopportun et déplacé qu'il conserve la moindre prime versée par SCA ». Une procédure d'arbitrage est mise en place.
Il est annoncé le 30 octobre 2012 qu'Armstrong se voit retirer la clé d'Adélaïde, le plus grand honneur de la municipalité australienne. Il avait reçu ce titre honorifique pour ses trois participations à la course Tour Down Under. Fin novembre 2012, Armstrong reçoit une nomination pour un hommage négatif décerné par le magazine Sports Illustrated : « Anti-Sportsman of the year » (« Anti-sportif de l'année »).
Le 17 janvier 2013, le Comité international olympique décide de lui retirer sa médaille de bronze du contre-la-montre acquise en 2000 aux Jeux de Sydney,.
En février 2015, Armstrong est condamné par la justice américaine à verser 10 millions de dollars à l’un de ses anciens parraineurs, la société SCA Promotions. « À quelques semaines d’un procès devant un tribunal fédéral de Washington qui aurait pu le ruiner et exposer à nouveau ses agissements les plus sombres », il accepte de verser 5 millions de dollars aux autorités fédérales qui le poursuivent pour fraude. Cet accord avec le ministère américain de la justice clôt les procédures judiciaires intentées contre le cycliste qui aurait cumulé durant sa carrière « près de 125 millions de dollars grâce à ses primes de course, salaires et contrats de partenariat ». En 2018, il doit verser 5 millions de dollars à l'État américain (l'US Postal étant un service fédéral, son sponsoring de l'équipe de cyclisme a consacré plusieurs millions de dollars au dopage), et 1,65 million de dollars à Floyd Landis, son ancien coéquipier.
En tout, Armstrong a estimé que l'ensemble des frais de procédure, d'avocats, d'amendes et de pertes de sponsors lui ont coûté 111 millions de dollars. Ces différentes pertes d'argent lui coûtent une bonne partie de son train de vie. Il évite la banqueroute grâce à diverses affaires rentables : un investissement dans Uber aux débuts de la start-up, la co-fondation du fonds d'investissement NEXT Ventures, la fondation de la plate-forme marketing Wedu lui permettent de conserver une aisance financière, évaluée à plusieurs dizaines de millions de dollars.
En 2018, le patron de l'UCI David Lappartient boycotte le Tour des Flandres 2018 à la suite de leur invitation d'Armstrong à l'événement. Alors que d'autres repentis du dopage ont pu reprendre des fonctions dans le monde sportif, Armstrong est donc blacklisté et diabolisé. Des figures diverses comme Johan Bruyneel (également radié à vie) ou Christophe Bassons (l'un des premiers à avoir dénoncé le dopage, victime du Texan sur le Tour 1999) s'étonnent de ce traitement, estimant qu'Armstrong n'a rien fait de pire que ce qu'ont fait Festina ou les clients de Fuentes. En décembre 2013, Armstrong avait rencontré Bassons à Paris pour se réconcilier avec lui.

## Palmarès, résultats et distinctions

### Palmarès valide (antérieur à août 1998)
- 1987
  - 3e du championnat des États-Unis sur route juniors
- 1989
  -  Champion des États-Unis du contre-la-montre juniors
  -  Champion des États-Unis du contre-la-montre par équipes juniors[144]
- 1991
  -  Champion des États-Unis sur route amateurs
  - Classement général de la Semaine bergamasque
  - Gastown Grand Prix
  - 1re étape du Regio-Tour
  - 2e du championnat des États-Unis du critérium
- 1992
  - Vuelta a la Ribera :
    - Classement général
    - 2e, 3e, 4e (contre-la-montre) et 5e étapes

  - 6e étape de la Semaine bergamasque
  - First Union Grand Prix
  - Thrift Drug Classic
  - Fitchburg Longsjo Classic :
    - Classement général
    - 2e étape

  - 6e étape de la Bizkaiko Bira (es)
  - GP Sanson
  - GP Marostica
  - 4e étape du Tour de Galice
  - Grand Prix d'Atlanta
  - 2e du championnat des États-Unis sur route amateurs
  - 2e du Championnat de Zurich
- 1993
  -  Champion du monde sur route
  -  Champion des États-Unis sur route
  - Trofeo Laigueglia
  - 5e étape du Tour DuPont
  - Thrift Drug Classic
  - West Virginia Mountain Classic :
    - Classement général
    - Prologue et 1re étape

  - 3e étape du Tour de Suède
  - 8e étape du Tour de France
  - 2e du Tour DuPont
  - 3e du Tour de Suède
  - 5e de la Wincanton Classic
  - 9e de Paris-Nice
- 1994
  - 7e étape du Tour DuPont
  - Thrift Drug Classic
  - 5e étape de la West Virginia Classic
  - 4e étape du Tour du Mexique (contre-la-montre par équipes)
  - 2e de Liège-Bastogne-Liège
  - 2e du Tour DuPont
  - 2e de la Classique de Saint-Sébastien
  - 6e de la Coupe du monde
  - 7e du Tour de Suisse
  - 7e du championnat du monde sur route
  - 9e du Grand Prix de Zurich
- 1995
  - 5e étape de Paris-Nice
  - Tour DuPont :
    - Classement général
    - 4e, 5e (contre-la-montre) et 9e étapes

  - West Virginia Classic :
    - Classement général
    - 4e étape

  - 18e étape du Tour de France
  - Classique de Saint-Sébastien
  - 2e de la Thrift Drug Classic
  - 3e du championnat des États-Unis sur route
  - 6e de Liège-Bastogne-Liège
  - 9e de la Coupe du monde
  - 10e du Grand Prix de Zurich
- 1996
  - Tour DuPont
    - Classement général
    - 2e, 3eb (contre-la-montre), 5e, 6e et 12e étapes

  - Flèche wallonne
  - 11e étape de la Milwaukee Fresca Classic
  - 2e de Paris-Nice
  - 2e de Liège-Bastogne-Liège
  - 2e du Tour des Pays-Bas
  - 2e du Grand Prix Eddy Merckx
  - 4e de la Leeds International Classic
  - 4e du Grand Prix de Suisse
  - 6e du contre-la-montre des Jeux olympiques
  - 7e de la Coupe du monde
- 1998
  - Tour de Luxembourg :
    - Classement général
    - 1re étape

  - Classement général du Tour de Rhénanie-Palatinat
  - Cascade Cycling Classic :
    - Classement général
    - 1 étape

  - 2e de la First Union Invitational

### Résultats annulés
À partir d'août 1998, en raison des infractions liées au dopage, tous ses résultats et palmarès sont annulés.
- 1998
  - 4e du Tour d'Espagne
  - 4e du championnat du monde du contre-la-montre
  - 4e du championnat du monde sur route
- 1999
  - 4e étape du Circuit de la Sarthe (contre-la-montre)
  - Prologue du Critérium du Dauphiné libéré
  - 4e étape de la Route du Sud
  - Tour de France :
    -  Classement général
    - Prologue, 8e (CLM), 9e et 19e étapes

  - 2e de l'Amstel Gold Race
  - 8e du Critérium du Dauphiné libéré
- 2000
  - 3e étape du Critérium du Dauphiné libéré (contre-la-montre)
  - Tour de France :
    -  Classement général
    - 19e étape (contre-la-montre)

  - Grand Prix Eddy Merckx (avec Viatcheslav Ekimov)
  - Grand Prix des Nations (contre-la-montre)
  - 2e de Paris-Camembert
  -  Médaillé de bronze du contre-la-montre des Jeux olympiques
  - 3e de la Classique des Alpes
  - 3e du Critérium du Dauphiné libéré
  - 5e du Championnat de Zurich
- 2001
  - Tour de Suisse :
    - Classement général
    - 1re et 8e étapes (contre-la-montre)

  - Tour de France :
    -  Classement général
    - 10e, 11e (CLM), 13e et 18e (CLM) étapes

  - 2e de l'Amstel Gold Race
  - 2e de la Classique des Alpes
- 2002
  - Classement général du Grand Prix du Midi libre
  - Critérium du Dauphiné libéré
    - Classement général
    - 6e étape

  - Tour de France
    -  Classement général
    - Prologue, 11e, 12e et 19e (CLM) étapes

  - 2e du Critérium international
  - 3e du Championnat de Zurich
  - 4e de l'Amstel Gold Race
- 2003
  - Critérium du Dauphiné libéré :
    - Classement général
    - 3e étape (contre-la-montre)

  - Tour de France :
    -  Classement général
    - 4e (contre-la-montre par équipes) et 15e étapes

  - 8e de l'Amstel Gold Race
- 2004
  - 4e étape du Tour de l'Algarve (contre-la-montre)
  - Tour de Géorgie :
    - Classement général
    - 3e et 4e (contre-la-montre) étapes

  - 5e étape du Tour du Languedoc-Roussillon
  - Tour de France :
    -  Classement général
    - 4e (CLM par équipes), 13e, 15e, 16e (CLM), 17e et 19e (CLM) étapes du Tour de France

  - 3e du Critérium international
  - 4e du Critérium du Dauphiné libéré
- 2005
  - Tour de France :
    -  Classement général
    - 4e (CLM par équipes) et 20e étapes (CLM)

  - 4e du Critérium du Dauphiné libéré
- 2009
  - Nevada City Classic
  - 4e étape du Tour de France (contre-la-montre par équipes)
  - 2e du Tour du Gila
  - 3e du Tour de France
- 2010
  - 2e du Tour de Suisse
  - 3e du Tour de Luxembourg

### Résultats sur les grands tours
Lance Armstrong a disputé 13 tours de France de 1993 à 2010. De 1993 à 1996, il en court quatre consécutivement en abandonnant à trois reprises et finissant en 1995 à la 36e place. Au cours de ces quatre années, il remporte deux étapes, à Verdun en 1993 et à Limoges en 1995. Il dédie cette dernière à son coéquipier Fabio Casartelli, mort quelques jours auparavant dans la descente du col de Portet d'Aspet.
En 1999, un an après son retour à la compétition après sa maladie, il remporte le Tour. Il le remporte alors sans discontinuer jusqu'en 2005, à la suite de quoi il annonce sa retraite sportive. Ces sept victoires constituent alors un record. Il remporte également vingt étapes durant cette période. En 2009, quatre ans après une première retraite, il participe de nouveau au Tour de France et finit troisième. Il dispute son dernier Tour en 2010. Ces victoires et classements lui sont retirés en 2012, comme tous les résultats obtenus depuis le 1er août 1998.
- 1993 : abandon (12e étape), vainqueur de la 8e étape
- 1994 : abandon (15e étape)
- 1995 : 36e, vainqueur de la 18e étape
- 1996 : abandon (6e étape)

Les résultats suivants sont annulés pour cause de dopage :
- 1999 :  vainqueur du classement général, vainqueur de 4 étapes,  maillot jaune durant 15 étapes (disqualifié).
- 2000 :  vainqueur du classement général, vainqueur de 1 étape,  maillot jaune durant 12 étapes (disqualifié).
- 2001 :  vainqueur du classement général, vainqueur de 4 étapes,  maillot jaune durant 8 étapes (disqualifié).
- 2002 :  vainqueur du classement général, vainqueur de 4 étapes,  maillot jaune durant 11 étapes (disqualifié).
- 2003 :  vainqueur du classement général, vainqueur de 2 étapes (dont un contre-la-montre par équipes),  maillot jaune durant 13 étapes (disqualifié).
- 2004 :  vainqueur du classement général, vainqueur de 6 étapes (dont un contre-la-montre par équipes),  maillot jaune durant 7 étapes (disqualifié).
- 2005 :  vainqueur du classement général, vainqueur de 2 étapes (dont un contre-la-montre par équipes),  maillot jaune durant 17 étapes (disqualifié).
- 2009 : 3e, vainqueur de la 4e étape (contre-la-montre par équipes).
- 2010 : 23e

Pour les deux autres grands tours, jusqu'au déclassement décidé en 2012, il est 4e du classement général du Tour d'Espagne 1998 et 11e au Tour d'Italie 2009 (initialement 12e avant le déclassement de Danilo Di Luca) .

### Classements mondiaux
Jusqu'en 2004, le classement UCI concerne tous les coureurs ayant obtenu des points lors de courses du calendrier international de l'Union cycliste internationale (324 courses en 2004). En 2005, l'UCI ProTour et les circuits continentaux sont créés, ayant chacun leur classement. De 2005 à 2008, le classement de l'UCI ProTour classe les coureurs membres d'équipes ProTour en fonction des points qu'ils ont obtenus lors des courses du calendrier UCI ProTour, soit 28 courses en 2005, 27 en 2006, 26 en 2007. En 2008, le calendrier du ProTour est réduit à 15 courses en raison du conflit entre l'UCI et les organisateurs de plusieurs courses majeures. Les trois grands tours, Paris-Roubaix, la Flèche wallonne, Liège-Bastogne-Liège, le Tour de Lombardie, Tirreno-Adriatico et Paris-Nice ne sont donc pas pris en compte dans le classement ProTour 2008. En 2009 et 2010, un « classement mondial UCI » remplace le classement ProTour. Il prend en compte les points inscrits lors des courses ProTour et des courses qui n'en font plus partie, regroupées dans un « calendrier historique », soit au total 24 courses en 2009 et 26 en 2010. Ce nouveau classement prend en compte les coureurs des équipes continentales professionnelles.
Pour le Classement UCI (Classement ProTour à partir de 2004) :
- 1993 : 21e
- 1994 : 25e
- 1995 : 15e
- 1996 : 9e
- 1997 : NC
- 1998 : 25e
- 1999 : 7e
- 2000 : 4e
- 2001 : 4e
- 2002 : 2e
- 2003 : 8e
- 2004 : 7e
- 2005 : 5e
- 2006-2007-2008 : NC
- 2009 : 32e
- 2010 : 60e

Pour la Coupe du monde (seules les années de présence au classement sont indiquées) :
- 1993 : 20e
- 1994 : 6e
- 1995 : 9e
- 1996 : 7e
- 2002 : 13e

### Palmarès triathlon
| Année | Compétition                | Pays       | Position | Temps           |
| ----- | -------------------------- | ---------- | -------- | --------------- |
| 1988  | Championnat des États-Unis | États-Unis |          | 1 h 52 min 35 s |
| 2012  | Ironman 70.3 Floride       | États-Unis |          | 3 h 45 min 38 s |
| 2012  | Ironman 70.3 Hawaii        | États-Unis |          | 3 h 50 min 55 s |
| 2012  | Ironman 70.3 Sainte-Croix  | États-Unis |          | 4 h 7 min 8 s   |
| 2012  | Ironman 70.3 Panama        | Panama     |          | 3 h 50 min 55 s |

### Distinctions
- Vélo d'or : 1999, 2000, 2001, 2003 et 2004. Vélo Magazine, dans son édition du 30 octobre 2012, décide de retirer à Lance Armstrong ses cinq Vélo d'or à la suite de sa révélation de dopage. Les distinctions ne sont pas réattribuées[150].
- Mendrisio d'or : 1999
- Alors qu'il avait été fait chevalier de la Légion d'honneur le 30 mai 2005, cette distinction lui est retirée en avril 2014 pour « comportement contraire à l'honneur »[151].
- Prix Prince des Asturies des sports en 2000[152]. Aucune procédure existe pour révoquer un lauréat[153].
- Laureus World Sports Award for Sportsman of the Year (en) en 2003, titre annulé en 2013
- Athlète de l'année Associated Press : 2002, 2003, 2004 et 2005.
- Anti-sportif de l'année 2012 pour Sports Illustrated
- Nommé Docteur ès lettres à titre honorifique par l'université de Tufts le 21 mai 2006, titre annulé en novembre 2012[154]

## Cinéma

### Biopic
Dès son accumulation de victoires, Hollywood songe à produire un biopic sur Lance Armstrong, car les producteurs voient le fort potentiel du narratif : « celui d'une bataille contre la maladie récompensée par un triomphe sportif ». Le long-métrage est envisagé dès 2005, avec une arrivée sur les Champs-Élysées filmée en grande pompe par Frank Marshall. Matt Damon devait incarner le cycliste, Armstrong devait être consulté sur le scénario. Lorsque les rumeurs de dopage commencent à éclater, le film n'est pas produit même si Jake Gyllenhaal est envisagé pour incarner le champion. Depuis ses aveux, le biopic est toujours envisagé, mais en mettant en scène ses mensonges, son cynisme et ses tricheries, « l'entreprise hagiographique » initialement envisagée passe à la trappe, l'histoire tend plus vers un postulat « Rise and Fall » (litt. Gloire et chute), qui intéresse tout autant Hollywood,. Les studios Warner Bros. et Paramount achetèrent les droits de livres-enquêtes. Le projet de Frank Marshall devint un documentaire, Le Mensonge Armstrong d'Alex Gibney, très remanié à la suite du scandale.
Finalement, le biopic The Program, initialement intitulé Icon, est réalisé par Stephen Frears, et sort en 2015. Il retrace tout le système de dopage dont a bénéficié Lance Armstrong, par la forme d'une enquête menée par le journaliste David Walsh, incarné par Chris O'Dowd, qui s'interroge sur le succès du cycliste. Lance Armstrong est interprété par Ben Foster. Frears est néanmoins conscient des projets de biopics qui le précédèrent et pratique une mise en abyme : dans une scène, à son heure de gloire, Armstrong se vante d'un biopic envisagé sur sa personne, dans lequel il sera incarné par Matt Damon ou Jake Gyllenhaal,.

### Caméos
- 2004 : Dodgeball ! Même pas mal ! (Dodgeball: A True Underdog Story) de Rawson Marshall Thurber
- 2006 : Toi et moi... et Dupree (You, Me and Dupree) d'Anthony et Joe Russo
- 2017 : Pharmacy Road (Tour de Pharmacy) de Jake Szymanski